# Grapsus adscensionis
Grapsus adscensionis är en kräftdjursart som först beskrevs av Osbeck 1765. G. adscensionis ingår i släktet Grapsus och familjen ullhandskrabbor. Inga underarter finns listade i Catalogue of Life.
Denna krabba lever strax ovan vattenytan i håligheter och sprickor i brant, extrusiv, igneös sten som formats av magma som nått hav eller atmosfär där den snabbt svalnar till en vulkanisk bergart kännetecknad av håligheter, små kristaller och en skarp yta. Grapsus adscensionis förekommer framför allt på vulkaniska ögrupper som Kanarieöarna, Madeira och Azorerna i södra Atlanten. Den ses ofta i grupper på soliga avsatser strax över gränsen för vågornas stänk. Krabban lever i första hand på flytande alger och andra växtämnen men äter också döda djur och fiskrester.
Krabban är själv föda åt fisk, fiskmås och trut men försvarar sig väl med oväntat snabba reaktioner och rörelser samt med förmågan att klättra och springa på lodräta, vulkaniska bergsytor.

## Bildgalleri
|                      |
| Grapsus adscensionis |

|                      |
| Grapsus adscensionis |

|                      |
| Grapsus adscensionis |

|                      |
| Grapsus adscensionis |

|                                      |
| Grapsus adscensionis äter fiskrester |

|                                              |
| Grapsus adscensionis på en vertical bergvägg |